# Ontology Database Designing Specialist
Ontology Database Designing Specialistは、米国パランティーア社（Palantir、ピーター・ティール#Palantirの節を参照）が認定するデータベース資格。
シリコンバレーで最難関の資格と言われる。

## 解説

### 資格保有者
2020年4月時点で65名(米国42名、EU圏21名、日本1名)

### 日本国内での状況
米国日本人社員のパートーナー(ブロックワン)の存在を1名確認済み。
日本国籍での資格取得者1名は上記パートナーと推測される。

### 国内での取得方法
Palantirの米国法人でのトレーニングが必須の為、国内で取得は困難と思われる。
資格取得費用　：　8000＄+実施試験期間中の宿泊施設費用
資格取得迄の受講内容　：　1113時間の講義(オンラインと小テスト中心)　実在のケースを使用した1週間のDatabase設計テスト

### 資格取得率
5%未満と言われており、合格迄、平均6回の受験が過去の合格者のインタビューで必要と言われている。尚、再試験の際は受講講義は免除される。

## 資格取得後のメリット
取得者が独立してコンサルティングを行う場合、営業エリアのPalantirの認定パートナーとして優先的にDatabase設計を外注してくれる。
Palantir社内でも資格取得者は少ないため独立した人間の平均年商は60万ドルを超えると言われている。(2020年4月時点)

## NDA
Palantirは米国国防省やCIA等の政府機関向けデータベース提供をしている関係から厳しいNDAをパートナーに対しても求めており資格情報は他のIT関連の資格がオープン化されているのに対して極めて少ない。Palantir社も積極的に宣伝しておらず公開情報の少なさから資格取得情報すら入手困難と言う現状がある。